# 白戸ゆめの
白戸 ゆめの（しらと ゆめの、1995年〈平成7年〉9月28日 - ）は、日本のフリーアナウンサー、グラビアアイドル。ホリプロ所属。東京都出身。
父親は元プロテニス選手の白戸仁。

## 略歴
慶應義塾湘南藤沢中等部・高等部を卒業。慶應義塾大学商学部在学時はチアリーダーをしており、スポーツ取材を行う希望があったためアナウンサーを志望する。大学卒業後の2018年から瀬戸内海放送でアナウンサー兼記者として勤務し、香川県内のスポーツ取材にも携わるようになる。
2021年8月3日発売の『FLASH』にて初グラビアを披露した。9月をもって瀬戸内海放送を退社。
2021年10月よりホリプロに所属。
2023年10月19日発売の『週刊ヤングジャンプ』にて初のランジェリー姿を披露した。
2024年5月19日のUDトラックス上尾スタジアムで開催された埼玉武蔵ヒートベアーズ対神奈川フューチャードリームスの公式戦で始球式を務めた。
5月30日発売の『FLASH』にて初となる表紙を務めた。

## 出演

### テレビ番組
- KSBニュースView
- KSBスーパーJチャンネル - MC
- 東京インフォメーション（TOKYO MX）‐キャスター（水・木・金曜担当）

### ラジオ番組
- N-FIELD（NACK5） - パーソナリティ（2023年7月1日[12] - ）

### 始球式
- 埼玉武蔵ヒートベアーズ 対 神奈川フューチャードリームス（2024年5月19日、UDトラックス上尾スタジアム）[10]

## 書籍

### デジタル写真集
- 女子アナ日記【初夏の休日編】（2022年6月2日、集英社［YJ PHOTO BOOK］、撮影：Takeo Dec.）[13]
- Sunny Day Healthy（2023年10月19日、集英社［YJ PHOTO BOOK］、撮影：Takeo Dec.）[14]
- 柔らかな日曜日（2023年10月24日、光文社［FLASHデジタル写真集］、撮影：藤本和典）[15]
- Happy Winter Glamping（2024年1月25日、集英社［YJ PHOTO BOOK］、撮影：Takeo Dec.）[16]
- Secret vacation（2024年5月28日、光文社［FLASHデジタル写真集］、撮影：中村和孝）[17]
- 夏色ヴァカンス（2024年10月17日、集英社［YJ PHOTO BOOK］、撮影：Takeo Dec.）[18]
- 柔らかな吐息を残して。〜prologue〜（2025年1月27日、集英社［週プレ PHOTO BOOK］、撮影：熊谷貫）[19]